# Peter Philips
Peter Philips, także Phillips, Phillipps; Petrus Philippus, Pietro Philippi, Pierre Philippe (ur. 1560 lub 1561 prawdopodobnie w Londynie, zm. 1628 w Brukseli) – angielski kompozytor i organista działający w Niderlandach Hiszpańskich.

## Życiorys
Pochodził z rodziny katolickiej. W 1574 roku odnotowany jest jako chórzysta katedry św. Pawła w Londynie. Być może był uczniem Williama Byrda. W 1582 roku z powodu swojego katolicyzmu zmuszony do opuszczenia Anglii, przybył do Douai, skąd udał się do Rzymu, gdzie objął posadę organisty Collegio degli Inglesi. W 1585 roku został członkiem zespołu lorda Thomasa Pageta, z którym odbył podróże koncertowe po Europie. Po śmierci Pageta w 1590 roku osiadł w Antwerpii, gdzie uczył gry na wirginale. W 1593 roku odwiedził Amsterdam, gdzie mógł poznać Jana Pieterszoona Sweelincka. W czasie podróży powrotnej do Antwerpii zatrzymał się w Middelburgu, gdzie na skutek intrygi pewnego Anglika został oskarżony o spiskowanie przeciw królowej Elżbiecie I i spędził kilka miesięcy w więzieniu. W 1597 roku został przyjęty na służbę u namiestnika Niderlandów Hiszpańskich Albrechta Habsburga, jako jeden z organistów jego kapeli. W 1609 roku przyjął święcenia kapłańskie. Jako duchowny działał w Soignies, Tienen i Béthune.

## Twórczość
Twórczość Philipsa obejmuje madrygały i motety, a także kompozycje instrumentalne na instrumenty klawiszowe. W swoich kompozycjach łączył tradycje muzyki niderlandzkiej z przyniesionymi z ojczyzny tradycjami angielskimi. Początkowe motety Philipsa osadzone są jeszcze w tradycji renesansu, z techniką cantus firmus i ścisłymi regułami kontrapunktycznymi, w późniejszych operuje głosem solowym i basso continuo. Madrygały, będące polifonicznymi kompozycjami na 6 i 8 głosów, są bardziej zachowawcze. Utwory na instrument klawiszowy to opracowania popularnych chansons i madrygałów, jak również tańców.